# Audioboxer
Albums de Something Corporate
Ready... Break
(2000) Leaving Through the Window
(2002)
Audioboxer est un EP réalisé par Something Corporate le 2 octobre 2001 chez Drive-Thru Records.

## Liste des titres
1. (Hurricane) The Formal Weather Pattern – 3:52
2. iF U C Jordan – 4:16
3. Punk Rock Princess – 3:49
4. Bad Days – 3:38
5. Little – 4:52
6. Walking By – 4:30

## Personnalités ayant collaboré à l'album
- Charlie Bishart - Violon
- Brian Ireland - Batterie
- Peter Kent - Violon
- Darrin McCann - Alto
- Andrew McMahon - Piano, chant
- Kevin Page - Basse
- Josh Partington - Guitare
- Steve Richards - Violoncelle
- William Tell - Guitare